# Emmanuel Chazot
Emmanuel-Guillaume Chazot (25 décembre 1760, Saint-Chély-d'Apcher - 22 février 1802, Saint-Chély-d'Apcher), est un homme politique français.

## Biographie
Homme de loi à Saint-Chély-d'Apcher, il est élu député de la Lozère à l'Assemblée législative le 7 septembre 1791.

## Sources
- « Emmanuel Chazot », dans Adolphe Robert et Gaston Cougny, Dictionnaire des parlementaires français, Edgar Bourloton, 1889-1891 [détail de l’édition]